# Jagdabgabe
Jagdabgabe bezeichnet eine Gebühr, die von offiziellen Stellen im Zusammenhang mit der Gewährung von Genehmigungen erhoben wird. Gleich geartete Abgaben sind international üblich und werden im anglo-amerikanischen Raum im Rahmen von „License-Fees“ erhoben. Unterschiedliche Abgaben für nationale und ausländische Jäger sind üblich.

## Afrika
Jagdabgaben werden auch in Afrika erhoben – allerdings ist die Situation auf diesem Kontinent unübersichtlich. Verbreitet ist die Erhebung von Jagdabgaben, die über Jagdorganisationen abgeführt werden, wie beispielsweise vom Umweltministerium Namibia vorgesehen.

## Angloamerikanischer Raum

### Saskatchewan
Die Jagdabgabe in Saskatchewan besteht aus einer jährlichen Basisabgabe und weiteren Abgaben für die Erlaubnis zur Jagd auf spezielle Wildarten.

## Asien

### China
In China ist eine Jagdabgabe („fee for the protection and administration of wildlife resources“) im Gesetz Law of the People’s Republic of China on the Protection of Wildlife, Artikel 27 vorgesehen. Die Mittel der Jagdabgabe werden zweckgebunden für Wildtierschutz und dessen Verwaltung verwendet.

## Europa

### Deutschland
Die Jagdabgabe wird in Deutschland von den Bundesländern mit der Ausstellung des Jagdscheines erhoben. Sie verwenden die Einnahmen aus der Jagdabgabe für Naturschutz und Jagdförderung nach den Grundsätzen zur Mittelverwendung der Jagdabgabe.

#### Bayern
Die Jagdabgabe ist in Bayern eine Abgabe, die zusammen mit der Gebühr für den Jagdschein erhoben wird, gemäß Art. 26, 27 Bayerisches Jagdgesetz (BayJG). Die Abgabe fließt dem Staatsministerium für Ernährung, Landwirtschaft, Forsten und Tourismus zu und ist zur Förderung des Jagdwesens zu verwenden. Berufsjäger müssen keine Jagdabgabe entrichten.

#### Nordrhein-Westfalen
In Nordrhein-Westfalen wurde die Jagdabgabe aufgrund von verfassungsrechtlichen Bedenken mit der Reform des Landesjagdgesetzes im Jahr 2019 abgeschafft. Stattdessen erhebt der zuständige Landesjagdverband einen jährlichen "Jagdbeitrag" in Höhe von 45 Euro (entsprechend der Höhe der Jagdabgabe) für seine 65.000 Mitglieder.

### Estland
In Estland wird vom „State Forest Service (SFS)“ eine Basisjagdabgabe mit der Erteilung der Jagderlaubnis erhoben. Weitere Jagdabgaben fallen für die Erlegung von Schalenwild an. (“The seasonal card, to be renewed annually, serves also as a permit for hunting on a variety of small game. For a number of major game species a separate permit (licence) must be obtained for taking each animal.”)

### Finnland
In Finnland ist jährlich ein Hunting-Permit zu erneuern das Jagdabgabe und Versicherung beinhaltet. Die Höhe weiterer Jagdabgaben wird von den jeweiligen Inhabern der Jagdrechte frei festgesetzt.

### Österreich
In Österreich fließt die Jagdabgabe den Bundesländern zu. Österreich erhebt auch von Schweizer Jägern in Österreich eine Jagdabgabe, was per Gerichtsbeschluss beim Europäischen Gerichtshof geprüft und bestätigt wurde.